# Saison 1 de DisneyDreams

## Distribution

### Acteurs principaux
- Cédric
- Marissa
- Sam
- Lucie
- Patrick
- Amanda

### Acteurs secondaires
- Maléfique
- Prince Philippe

### Acteurs invités
- Wendy
- Jean
- Michel
- Peter pan
- Roger
- Anita
- Cruella
- Edgar

## Épisodes

### Épisode 1:Le Livre Magique
Traduction titre = The Magic Book
Numéro
1 (1-01)
Invités
- Fred (L'homme qui a découvert le livre)
- Robert (Le directeur de Disneyland)

Résumé
Dans le monde magique de Disneyland Paris tout en haut du château de la Belle au Bois dormant, se cache un livre, mais ce n'est pas un livre ordinaire, ce livre est magique et contient toutes les histoires de Walt Disney. Un jour, un homme a eu la curiosité de lire ce livre et en ouvrant ce livre toutes les histoires s'en dégagèrent et se répandirent alors dans tout le monde entier. La seule solution, demander à six jeunes adolescents connaissant toutes les histoires de Walt Disney de remettre tous les personnages dans ce livre magique.
Chansons
- Magic everywhere (Disneyland)

Commentaires
La chanson Magic everywhere sera le générique de la série.

### Épisode 2:La Pierre De Lune
Traduction titre = The Moonstone
Numéro
2 (1-02)
Invités
- Sarah : (La fée clochette)
- Dominique : (Le capitaine crochet)

Résumé
En ce jour de l'automne, Disneyland a décidé de rendre honneur au dessin animé "la fée clochette et la pierre de lune"
et nous donner un spectacle digne de cette belle pierre bleue, mais le capitaine crochet n’hésite pas à la voler 
pour essayer de rendre la pierre bleue en pierre noire pour faire le mal. Nos six héros doivent à tout prix
sauver le spectacle de l'automne et empêcher le capitaine crochet à faire le mal.
Chansons
- Si tu y crois (La Fée Clochette 2)
- Gift of a friend (Demi Lovato)

Commentaires
Cet épisode est sur le dessin animé (La Fée Clochette 2)

### Épisode 3:Sous L'océan
Traduction titre = Under The Ocean
Commentaires
Cet épisode est sur le dessin animé (La Petite Sirène)

### Épisode 4:Panique à Disneyland
Traduction titre = Panic Disneyland
Commentaires
Cet épisode est sur le thème d'halloween

### Épisode 5:La Bête
Traduction titre = The Beast
Commentaires
Cet épisode est sur le dessin animé (La Belle et la Bête)

### Épisode 6:Un Sommeil Profond
Traduction titre = A Deep Sleep
Commentaires
Cet épisode est sur le dessin animé (La Belle au Bois Dormant)

### Épisode 7:Marie, Berlioz et Toulouse
Traduction titre = Marie, Berlioz and Toulouse
Commentaires
Cet épisode est sur le dessin animé (Les Aristochats)

### Épisode 8:La Magie de Noël
Traduction titre = The Magic of Christmas
Commentaires
Cet épisode traite du thème de noël.

### Épisode 9:Bonne Année
Traduction titre = Happy New Year

### Épisode 10:La Princesse et la Grenouille
Traduction titre = Princess and the frog

### Épisode 11:Tu T'envole
Traduction titre = I'm Flying

### Épisode 12:Vive L'amour
Traduction titre = Live Love

### Épisode 13:Retour dans la Jungle
Traduction titre = Back in the Jungle

### Épisode 14:Mentir C'est Mal
Traduction titre = Lying is Wrong

### Épisode 15:Mickey en Danger
Traduction titre = Mickey in Danger

### Épisode 16:Comme un Homme
Traduction titre = As a Man

### Épisode 17:Paris
Traduction titre : Paris

### Épisode 18:Hercule
Traduction titre = Hercule

### Épisode 19:L'affrontement Partie 1
Traduction titre = Confrontation Part 1

### Épisode 20:L'affrontement Partie 2
Traduction titre = Confrontation Part 2